# محمد أرزقي إيسلي
محمد أرزقي إيسلي سياسي جزائري، شغل منصب وزير النقل بحكومة سيفي الثانية.